# Mimoniades
Mimoniades is een geslacht van vlinders van de familie dikkopjes (Hesperiidae), uit de onderfamilie Pyrrhopyginae.

## Soorten
- M. lomax Evans, 1951
- M. minthe Godman & Salvin, 1879
- M. montra Evans, 1951
- M. nurscia (Swainson, 1821)
- M. ocyalus Hübner, 1823
- M. pityusa (Hewitson, 1867)
- M. porus (Plötz, 1879)
- M. sela (Hewitson, 1866)
- M. versicolor (Latreille, 1824)